# Kluky (Mladá Boleslav)
Kluky è un comune della Repubblica Ceca facente parte del distretto di Mladá Boleslav, in Boemia Centrale.